# Середньовічні замки Європи (книга)
Середньовічні замки Європи — це ілюстрована енциклопедія про середньовічні замки допоможе дізнатися більше про оповиті міфами та легендами споруди. Німі вартові, що охороняють столітні таємниці, привідкриють завісу загадковості і дозволять прогулятися власними залами й коридорами.
Старовинні українські замки: Кам'янець-Подільський, Хотин, Замок Любарта, Галич, Паланок, Аккерман, Мангуп, Судак, а також всесвітньо відомі Віндзор, Тауер, знаменита фортеця Франції «Бастилія» і багато інших історичних пам'ятників.
Спорудженні сотні років тому, але донині вражають своєю могутністю і величчю. Щоб зрозуміти, хто і для чого будували, потрібно уявити собі середньовічну Європу. Античні міста вже лежали в руїнах, а міські центри щойно зароджувалися…
24 грудня 2010 у столичному Експоцентрі «Спортивний» відбулася офіційна церемонія нагородження лауреатів XII Всеукраїнського рейтинґу «Книжка року ’2010», у номінація «ДИТЯЧЕ СВЯТО» (Розвиваюча та пізнавальна література) була названа ця книга.

## Автори
- Пустиннікова Ірина Сергіївна — автор багатьох книг[3] та найстарішого краєзнавчого сайту «Замки і храми України» [Архівовано 22 квітня 2016 у Wayback Machine.].
- Безпалова Наталя Юріївна

## Перелік замків за країнами
- Іспанія (Альгамбра, Мансанарес, Кока, Пеньяфіель)
- Франція (Шинон, Каркассонн, О-Кенігсберг, Венсен, Анже, П'єрфон, Бастилія)
- Велика Британія (Віндзор, Тауер, Бодіам, Дувр, Карнарвон, Уорвік, Единбург, Даннотар)
- Німеччина (Ельтц, Кохем, Лінн)
- Бельгія (Графенкастейл)
- Голландія (Мейдерслот)
- Швейцарія (Шильйон)
- Ліхтенштейн (Вадуц)
- Італія (Замок Святого Ангела, Кастель дель Монте)
- Австрія (Хоенверфен)
- Угорщина (Вишеград)
- Польща (Мальборк)
- Чехія (Карлштейн)
- Словаччина (Орава, Бецков)
- Хорватія (Дубровник)
- Румунія (Замок Бран, Корвінешть)
- Болгарія (Царевець)
- Швеція (Кальмар)
- Данія (Кронборг)
- Естонія (Аренсбург, Таллінн, Нарва)
- Латвія (Турайда)
- Литва (Тракай)
- Росія (Виборг, Шліссельбург, Смоленськ, Кирило-Білозерський монастир, Коломенський кремль, Московський кремль)
- Україна (Кам'янець-Подільський, Хотин, Замок Любарта, Галич, Паланок, Аккерман, Мангуп, Судак)

## Виноски
1. ↑  На канікули — з книжкою
2. ↑  «Книжка року ’2010». Архів оригіналу за 21 листопада 2015. Процитовано 20 листопада 2015.
3. ↑  Книжкова полиця. Архів оригіналу за 29 вересня 2015. Процитовано 20 листопада 2015.